# Ivelisse Prats Ramírez
Ivelisse Prats Ramírez  fue una política dominicana conocida por ser la primera mujer latinoamericana en haber sido elegida presidente de un partido político. Fue presidenta del Partido Revolucionario Dominicano (PRD) de 1979 a 1982 y vicepresidenta en 2004.

En 1970,  dirigió la Asociación Dominicana de Profesores. Cuatro años más tarde, fue nombrada como dirigente del Comité Ejecutivo Nacional  por José Francisco Peña Gómez, después de que  reconocieran sus logros y méritos políticos. También ha sido Ministra de Educación. En septiembre  del 1978, Ivelisse Prat Ramirez fue nombrada directora para la Primera Escuela de Cuadros del PRD, el cual era patrocinado por la Fundación Friedrich Ebert. Durante el mismo año  es elegida diputada  para el Distrito Nacional y el año siguiente,  es elegida presidenta  del Partido Revolucionario Dominicano. Ivelisse Prat renunció de su posición en 1982. 
Durante el año 1988 fue la directora  del Departamento de Asuntos Culturales y Profesorales del PRD, una posición que fue creada por el partido blanco. En 1989  la vuelven a nombrar como Ministra de Educación. Algunos de sus textos son utilizados en las formaciones del PRD.